# Ichiko Teiji
Ichiko Teiji (japanisch 市古 貞次; geboren 5. Mai 1911 in Kōfu (Präfektur Yamanashi); gestorben 25. März 2004 in Tōkyō) war ein japanischer Literaturwissenschaftler mit dem Schwerpunkt vormoderne Literatur.

## Leben und Wirken
Ichiko Teiji  mache seinen Studienabschluss an der Universität Tōkyō. 1954 wurde er Assistenzprofessor, 1957 Professor an seiner Alma Mater und 1962 erster Direktor des „Nationalen Forschungsinstituts für japanische Literatur“. Vom Jahr 2000 bis 2001 war er Präsident der Akademie der Wissenschaften. Ichiko leistete einen großen Beitrag zur Organisation der Dokumente zur klassischen japanischen Literatur.
Zu Ichikos größeren Arbeiten gehört die „Studie zu mittelalterlichen Romanen“ (中世小説の研究, Chūsei shōsetsu no kenkyū), in der er mehr als 300 Otogi-Erzählungen klassifizierte. Ichiko spielte eine führende Rolle bei dem „Allgemeinen Katalog der Nationalliteratur“ (国書総目録, Kokusho sō-mokuroku), der von 1963 bis 1976 erschien. Der Katalog erfasste vollständig Bücher, Anthologien und ins Japanische übersetzte Arbeiten bis zum Ende der Tokugawa-Zeit 1867. Der Katalog wies nach, wo die originalen handschriftliche Kopien oder die gedruckten Ausgaben vorhanden waren und enthielt grundlegende Informationen zu den Autoren, dem Datum der Publikation, der Anzahl der Bände und klassifizierende Angaben.
1964 wurde Ichiko als Person mit besonderen kulturellen Verdiensten geehrt und im gleichen Jahr mit dem Kulturorden ausgezeichnet.